# Capela de São Francisco Xavier (Macau)
A Capela de São Francisco Xavier foi construída e sagrada pelo então bispo de Macau D. José da Costa Nunes em 1928, para evangelizar e servir a comunidade católica em Coloane. Esta capela é dedicada a São Francisco Xavier, o padroeiro dos missionários e um dos padroeiros da Diocese de Macau.
Possui uma fachada de cor creme e branca, com janelas ovais. Nesta capela de 3 andares, de estilo barroco, estiveram guardadas algumas das relíquias mais sagradas da Ásia cristã. Aí foi depositada uma relíquia de São Francisco Xavier (um osso do úmero do braço direito do santo), juntamente com as ossadas de mártires portugueses e japoneses mortos em Nagasáqui, durante as perseguições no ano de 1597, e com as ossadas dos mártires vietnamitas do século XIX. Actualmente, essas ossadas estão guardadas no Museu de Arte-Sacra, nas Ruínas de São Paulo. A relíquia do padroeiro dos missionários foi transferida para a Igreja de S. José.
A capela é constituído por uma nave principal e por 2 câmaras, situadas um de cada lado da nave. Também possuiu um campanário. No interior da capela, encontra-se uma imagem do santo e uma pintura tradicional de uma deusa chinesa segurando um bebé. Esta pintura chinesa representa a versão chinesa da Virgem Maria, prova do intercâmbio cultural entre o oriente e o ocidente. Existe também uma imagem de Virgem Maria bebé.
Ela é a igreja matriz da Paróquia de São Francisco Xavier (Coloane), que engloba toda a ilha de Coloane. Em frente à capela, encontra-se uma lápide decorado com balas de canhão e correntes de ferro. Esta lápide foi erguida na Vila de Coloane, numa praça rectangular pavimentada com calçada portuguesa a preto e branco, para comemorar a expulsão dos piratas daquela ilha pelo exército português, em 1910.
Há pessoas de Macau que chamam a este local de culto uma "Igreja", em vez de "Capela". Ela não é bem uma capela, visto que ela não está dependente de uma igreja maior e não está ligado a uma determinada instituição (hospitais, palácios, prisões, etc.). Mas, como existe em Macau uma outra igreja dedicada a São Francisco Xavier, localizada em Mong-Há (no norte), e para diferenciar estes dois locais de culto, há pessoas que continuam a chamar de capela a este local de adoração, localizado na Vila de Coloane. Em Macau, a maioria dos católicos não importa muito na diferente utilização de termos para classificar este local de culto.